# أولاد بوعزة أولاد بورحمون (أولاد بورحمون)
أولاد بوعزة أولاد بورحمون هي إحدى مشيخات المملكة المغربية، تتبع جغرافيا لإقليم الفقيه بن صالح وإداريًا لأولاد بورحمون. يقدر عدد سكانها بـ 4536 نسمة حسب الإحصاء الرسمي للسكان والسكنى لسنة 2004.